# Chasseur (clipper)
Pour les articles homonymes, voir Chasseur.

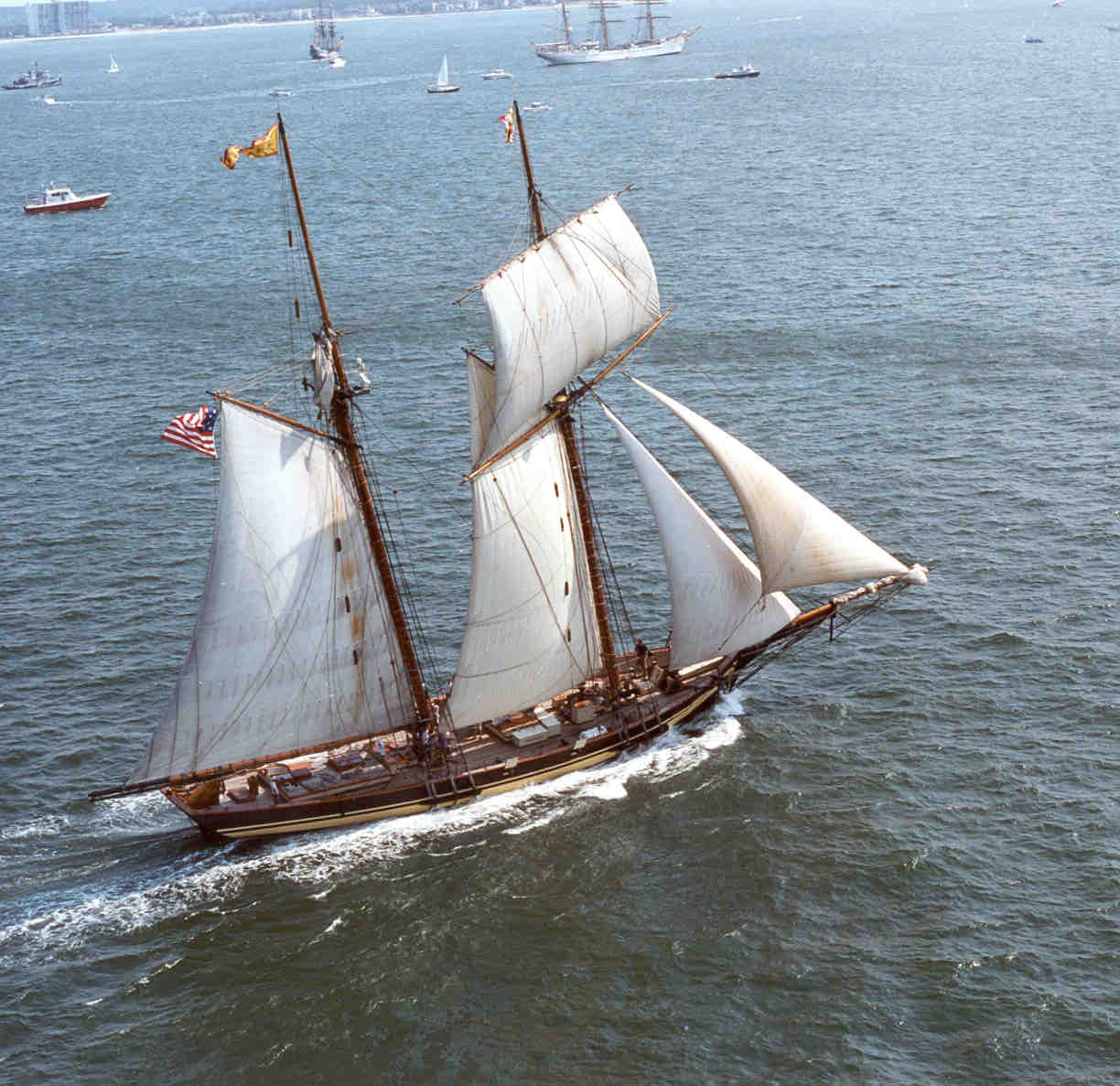
Pride of Baltimore II, réplique du Chasseur.

Le Chasseur était une goélette dite clipper de Baltimore, commandé par le capitaine Thomas Boyle (en), l'un des plus célèbres corsaires d'Amérique.

Il a été lancé en 1812 du chantier naval Thomas Kemp's de Fells Point dans le Maryland.

## Historique
À son premier voyage, en 1814, Thomas Boyle, en tant que capitaine du Chasseur, s'approcha des îles Britanniques pour harceler sa flotte marchande. Lors de la capture d'un navire, il fit faire afficher un avis audacieux sur la porte de la Lloyd's de Londres. Sur celui-ci, il déclare que l'ensemble des îles Britanniques sont sous le blocus naval du  seul Chasseur. Cet affront, adressé à l'ensemble de la communauté maritime, cause la panique à l'Amirauté qui demande l'aide des navires de guerre pour la garde des convois de navires marchands. Le Chasseur capturera ou coulera 17 navires avant son retour à Baltimore. 
Le 26 février 1815, proche de La Havane, le Chasseur rencontre le HMS St Lawrence (en) de la Royal Navy. Le Chasseur possède 14 canons et 102 hommes, tandis que le HMS St Lawrence a 13 canons et 76 hommes. Le combat intense ne dure de 15 minutes pendant lequel le St Lawrence subit la perte de 6 tués et 17 blessés, et le Chasseur 5 tués et 8 blessés dont le capitaine. Selon les comptes américains, le Chasseur aurait eu 15 morts et 25 blessés. 

Les deux navires ont été gravement endommagés. Le capitaine Boyle fit une entente avec le St Lawrence et celui-ci se rendit et devint la prise du Chasseur qui fut conduite au port de La Havane.
Le 25 mars 1815 le Chasseur fit son retour triomphal à Baltimore. Le journal local Niles Weekly Register écrivit que le Capitaine Thomas Boyle et son équipage devenait la « fierté de Baltimore » pour leurs exploits. Le Chasseur fut alors surnommé Pride of Baltimore.